# Angolanischer Escudo

Silbermünze zu 10 Escudos

Der Angolanische Escudo war die Währung der damaligen portugiesischen Kolonie Angola von 1914 bis 1928 und wieder von 1958 bis 1977. Er war unterteilt in 100 Centavos bzw. 20 Macuta. Der Angolanische Escudo war wertgleich mit dem Portugiesischen Escudo.

## Geschichte
Der Escudo wurde in Portugals Kolonien allgemein 1914, also drei Jahre nach der Einführung in Portugal, Zahlungsmittel. Der Escudo ersetzte den Angolanischen Real (Reis) im Verhältnis von 1000 Réis = 1 Escudo. Als 1928 der Angolar eingeführt wurde, konnten die Angolanischen Escudo-Banknoten nur im Verhältnis 1,25 Escudos = 1 Angolar umgetauscht werden, während die alten Centavomünzen bei gleichem Umtauschwert (1 zu 1 zum Portugiesischen Escudo) unverändert im Umlauf blieben. Da der Angolar – ebenso wie vor 1928 auch der Angolanische Escudo – wertgleich mit dem Portugiesischen Escudo war, bedeutete dies praktisch eine Abwertung der angolanischen Escudo-Banknoten.
Ab 1953 begann Portugal die Währungen seiner Kolonien zu vereinheitlichen, was 1958 zur Wiedereinführung des Escudo in Angola führte. Der Escudo blieb Angolas Währung, bis 1977, zwei Jahre nach der Unabhängigkeit des Landes, der Kwanza eingeführt wurde.

## Münzen
1921 wurden 1-, 2- und 5-Centavo-Stücke aus Bronze sowie 10- und 20-Centavo-Münzen aus einer Kupfer-Nickel-Legierung herausgegeben, ein Jahr später folgten 50-Centavo-Münzen aus Nickel. 1927 kamen 1, 2 und 4 Macuta und 50 Centavo aus Kupfer-Nickel hinzu. Diese Münzen blieben auch nach Einführung des Angolar im Umlauf, 1948 ergänzt um bronzene 10- und 20-Centavo-Münzen.
1952 wurden die ersten Escodomünzen eingeführt, obwohl der Escudo den Angolar bis Ende 1958 noch nicht offiziell ersetzte. 10 und 20 Escudos aus Silber kamen 1952 hinzu, gefolgt von 50 Centavos und 1 Escudo aus Bronze und 2½ Escudos aus Kupfer-Nickel 1953. 1969 ersetzte Kupfer-Nickel das Silber in den 10-Escudo-Münzen, 1971 in den 20 Escudos. 1972 wurden 5 Escudos aus Kupfer-Nickel eingeführt.

## Banknoten
1914 gab die Banco Nacional Ultramarino Banknoten im Wert von 10, 50 und 50 Centavos heraus, gefolgt von 5-Centavo-Noten 1918 und 50 Escudo-Noten 1920. 1921 folgten 1-, 2½-, 5-, 10-, 20- und 100-Escudo-Noten.
1958 wurden auf 1956 datierte Noten der Banco de Angola mit den Werten 20, 50, 100, 500 und 1000 Escudos herausgegeben, die bis zur Einführung des Kwanza gültig blieben.